# Marijke Thunnissen
Marijke Johanna Stultiens-Thunnissen (Princenhage, 12 april 1927 – Bunde, 4 februari 2025) was een Nederlands textielkunstenaar en schilder.

## Leven en werk
Ze was dochter van Geertruida Gerardina Maria Asselbergs en civiel ingenieur en directeur van Albouw Wilhelmus Johannes Hermanus Thunnissen. Thunnissen werd opgeleid aan de Middelbare Kunstnijverheidsschool en de Jan van Eyck Academie in Maastricht. Vanaf haar afstuderen in 1953 ontving ze drie maal de Koninklijke Subsidie voor Vrije Schilderkunst. Aanvankelijk richtte ze zich op het platte vlak, in de tweede helft van de jaren 50 begon ze te experimenteren met textiel. Thunnissen maakt(e) onder meer schilderijen (landschappen, stillevens), textielplastieken, keramische objecten en wandkleden.
In 1954 trouwde ze met de kunstenaar Rob Stultiens, die ze aan de Academie had leren kennen. Het paar woonde in Maastricht en vanaf 1960 in Bunde. Thunnissen sloot zich aan bij Scheppend Ambacht Limburg en Kunst & Cultuur Limburg. en exposeerde meerdere malen, onder meer met haar echtgenoot in het cultureel centrum in Venlo (1969) en tijdens solo-exposities in het Stedelijk Museum in Roermond (1989, 2007). In 1995 werden Thunnissen en haar echtgenoot benoemd tot ridders in de Orde van Oranje-Nassau. Na het overlijden van haar man in 2002, gaf ze het boek Rob Stultiens, reis door het land van verbeelding uit, in samenwerking met Willem K. Coumans en J.J. Beljon.
Ter gelegenheid van haar 70e verjaardag maakte 1Limburg een gefilmd portret en werd door het Roermonds museum een monografie uitgegeven. In 2017 ontving de kunstenares de provinciale erepenning.
Stultiens overleed in 2025 op 97-jarige leeftijd.